# GP Ouest France-Plouay 2014 (mannen)
De 78e editie van de GP Ouest France-Plouay werd verreden op 31 augustus 2014. De wedstrijd maakte deel uit van de UCI World Tour 2014. Vorig jaar won de Italiaan Filippo Pozzato de massasprint. Dit jaar was Sylvain Chavanel de snelste van een kopgroep van zeven renners.

## Deelnemers
| 18 UCI World Tour-ploegen | 18 UCI World Tour-ploegen | 18 UCI World Tour-ploegen | 6 wildcards                  |
| ------------------------- | ------------------------- | ------------------------- | ---------------------------- |
| AG2R La Mondiale          | FDJ.fr                    | Movistar                  | Wanty-Groupe Gobert          |
| Astana                    | Garmin Sharp              | Omega Pharma-Quick-Step   | Cofidis                      |
| Belkin                    | Giant-Shimano             | Orica-GreenEdge           | Neri Sottoli                 |
| BMC Racing Team           | Lampre-Merida             | Sky ProCycling            | Bardiani Valvole-CSF Inox    |
| Cannondale                | Lotto-Belisol             | Tinkoff-Saxo              | IAM Cycling                  |
| Europcar                  | Katjoesja                 | Trek Factory Racing       | Bretagne-Séché Environnement |
|                           |                           |                           |                              |

## Uitslag
| Plaats  | Naam               | Ploeg                  | Tijd     |
| ------- | ------------------ | ---------------------- | -------- |
| Winnaar | Sylvain Chavanel   | IAM Cycling            | 5u38'26" |
| 2       | Andrea Fedi        | Neri Sottoli           | z.t.     |
| 3       | Arthur Vichot      | FDJ                    | z.t.     |
| 4       | Cyril Gautier      | Europcar               | z.t.     |
| 5       | Julian Alaphilippe | Omega Pharma-Quickstep | z.t.     |
| 6       | Tim Wellens        | Lotto-Belisol          | z.t.     |
| 7       | Ben Hermans        | BMC Racing Team        | z.t.     |
| 8       | Alexander Kristoff | Team Katjoesja         | + 2"     |
| 9       | Giacomo Nizzolo    | Trek Factory Racing    | z.t.     |
| 10      | Jürgen Roelandts   | Lotto-Belisol          | z.t.     |
|         |                    |                        |          |
| 23      | Jetse Bol          | Belkin Pro Cycling     | z.t.     |

Bretagne Classic: 1931 · 1932 · 1933 · 1934 · 1935 · 1936 · 1937 · 1938 · 1939 - 1944 · 1945 · 1946 · 1947 · 1948 · 1949 · 1950 · 1951 · 1952 · 1953 · 1954 · 1955 · 1956 · 1957 · 1958 · 1959 · 1960 · 1961 · 1962 · 1963 · 1964 · 1965 · 1966 · 1967 · 1968 · 1969 · 1970 · 1971 · 1972 · 1973 · 1974 · 1975 · 1976 · 1977 · 1978 · 1979 · 1980 · 1981 · 1982 · 1983 · 1984 · 1985 · 1986 · 1987 · 1988 · 1989 · 1990 · 1991 · 1992 · 1993 · 1994 · 1995 · 1996 · 1997 · 1998 · 1999 · 2000 · 2001 · 2002 · 2003 · 2004 · 2005 · 2006 · 2007 · 2008 · 2009 · 2010 · 2011 · 2012 · 2013 · 2014 · 2015 · 2016 · 2017 · 2018 · 2019 · 2020 · 2021 · 2022 · 2023 · 2024
Classic Lorient Agglomération: 1999 · 2000 · 2001 · 2002 · 2003 · 2004 · 2005 · 2006 · 2007 · 2008 · 2009 · 2010 · 2011 · 2012 · 2013 · 2014 · 2015 · 2016 · 2017 · 2018 · 2019 · 2020 · 2021 · 2022 · 2023 · 2024
 Tour Down Under · 
 Parijs-Nice · 
 Tirreno-Adriatico · 
 Milaan-San Remo · 
 Ronde van Catalonië · 
 E3 Harelbeke · 
 Gent-Wevelgem · 
 Ronde van Vlaanderen · 
 Ronde van het Baskenland · 
 Parijs-Roubaix · 
 Amstel Gold Race · 
 Waalse Pijl · 
 Luik-Bastenaken-Luik · 
 Ronde van Romandië · 
 Ronde van Italië · 
 Critérium du Dauphiné · 
 Ronde van Zwitserland · 
 Ronde van Frankrijk · 
 Clásica San Sebastián · 
 Ronde van Polen · 
  Eneco Tour · 
 Ronde van Spanje · 
 Vattenfall Cyclassics · 
 GP Ouest France-Plouay · 
 Grote Prijs van Quebec · 
 Grote Prijs van Montreal · 
 UCI Ploegentijdrit · 
 Ronde van Lombardije · 
 Ronde van Peking